# La Chapelle-Caro
La Chapelle-Caro (in bretone: Chapel-Karozh) è un comune francese soppresso e frazione del dipartimento del Morbihan nella regione della Bretagna. Dal 1º gennaio 2016 si è fuso con i comun di Quily e Le Roc-Saint-André per formare il nuovo comune di Val d'Oust.

## Società

### Evoluzione demografica
Abitanti censiti